# 雙色虎頭蜂
雙色虎頭蜂（學名：Vespa bicolor）或雙色胡蜂，黑盾胡蜂，全身淡黃，中胸背板為黑色。
种名 bicolor 意为“二色的”。
在中国大陆的学术文献中一般称其为黑盾胡蜂。部分中国大陆学术文献和香港文献中一般称其为双色胡蜂。台湾学术文献则以双色虎头蜂称呼之

## 概論
族群：蜂后體長約17至20毫米、雄蜂13至14毫米、工蜂13至16毫米。蜂后遠大於工蜂，最大可達30毫米，工蜂最大則約19毫米。
體形是完全鮮艷的黃色，只背部有一個黑色的三角形斑紋，極易辨認。適應力極強，性情溫和，築巢位置包括地底或岩壁洞穴、樹木、建築物等地方。蜂巢一般圓形，蜂巢如果受到震動侵擾，則會發動整群攻擊。

## 獵食行為
食性較廣，喜好偷食人類的食物，亦在夏秋季节數量最多，因此在燒烤地點常見。
雙色虎頭蜂常於蜂場前徘迴，伺機捕獲出入的蜜蜂，與其他虎頭蜂一樣會螫傷人畜，也捕食鱗翅目幼蟲、蠅、蚜等的農業常見害蟲。

## 分布地區
双色虎头蜂的原始分布地区在亞洲大陸，包括印度、尼泊爾、越南、缅甸、泰国；中國北到辽宁，河北，河南，北京；南到海南岛，广东，香港；东到上海，浙江；西到云南，西藏。在中國的海南島，雙色虎頭蜂被發現是一種蘭科植物華石斛的授粉黃蜂。
臺灣自日治時期迄今一百多年以來的昆蟲採集紀錄，從未有人發現過雙色虎頭蜂。2003年，林業試驗所趙榮台博士在台中市神岡區的蜜蜂養殖場發現、採集到多隻雙色虎頭蜂，當時沒有找到蜂窩和雄蜂，不能確定雙色虎頭蜂是否在台灣立足。2011年，嘉義大學植物醫學系助理教授宋一鑫博士於苗栗縣三義鄉發現雙色虎頭蜂之後，陸續再於銅鑼鄉、三義鄉採集到數個蜂窩。目前已知的分布範圍極為侷限，鄰近台中的海港和空港，推測是近年來意外引進台灣的外來種。2014年，該研究成果發表於國際期刊「昆蟲科學」（Journal of Insect Science）上。而2015年的觀察發現，雙色虎頭蜂已往北擴散至新竹縣橫山鄉，研究團隊探討引進的可能原因很多，主要是虎頭蜂越冬期間可長達數個月，且越冬期間蜂后幾近處於不活動的狀態，因此只要有一隻蜂后躲藏在木頭或貨物內，蜂后便可能透過人為運輸等管道而移至相隔甚遠的他處。
自2020年起，西班牙的南部也开始发现双色虎头蜂的踪迹。目前双色虎头蜂主要分布在西班牙南部的海岸线地带，是西班牙的四种入侵胡蜂属物种（其他三种分别是黄脚虎头蜂Vespa velutina, 东方胡蜂 Vespa orientalis 和黄纹大胡蜂Vespa soror）之一

## 外部來源
- （英文） Par Jean-Luc Renneson avec la collaboration de John LEE ( Hong-Kong ) （页面存档备份，存于）
- （中文） YouTube上的雙色胡蜂 - Vespa bicolor
- （繁體中文） YouTube上的香港仔郊野公園影雙色胡蜂(黑盾胡蜂)獵食蒼蠅行為 Part 1 of 3
- （简体中文） 黑盾胡蜂的生物学习性 - 吉首大学学报（自然科学版）